# Roger Hanotiau
Roger Hanotiau, né le 2 juin 1927 à Charleroi et mort le 21 avril 2018 à Durbuy, est un artiste-peintre belge.

## Biographie
Roger Hanotiau naît le 2 juin 1927 à Charleroi.
À seize ans il signe ses premières toiles à l'huile. Il n'a jamais fréquenté l'école des beaux-arts. Il étudie la technique des grands maîtres dans les livres d'art et les musées. Il peint des nus, des paysages et des fleurs. Vers les années 1970 il s'installe à Durbuy, ville où en 2013, il expose soixante dix toiles. 
Marié à Marie-Louise Van Gelder, il a deux filles, Agnès et Annick. Agnès est son élève.
Roger Hanotiau meurt le 21 avril 2018 à Durbuy.